# اهرلا
اهرلا (به انگلیسی: Aherla) یک منطقهٔ مسکونی در ایرلند است که در شهرستان کورک واقع شده‌است.

## خصوصیات
اهرلا ۴۵۰ نفر جمعیت دارد.